# Frasco de laboratório

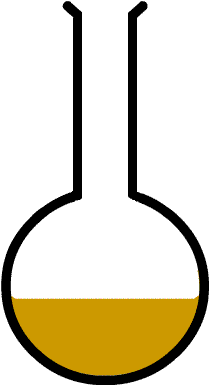
Frasco de Florence

Frasco ou boião ( por vezes, no Brasil, também chamado pelo regionalismo metonímico e informal de "vidro") é um recipiente destinado ao armazenamento e condicionamento de substâncias em estado gasoso, líquido ou bifásico (entre o sólido e líquido). São de diversos tipos e tamanhos, mas, usualmente, em forma de pequenas garrafas com ou sem tampa. De largo uso em embalagens de produtos comerciais, como os de higiene, beleza e laboratoriais.

## Frascos laboratoriais
Também conhecidos por matrazes ou balões, há diversos tipos e funcionalidades de frascos utilizados em laboratório. Tais como:
- Frasco de Erlenmeyer
- Frasco de Florence
- Büchner
- Balão Volumétrico ou Balão Graduado
- Balão de fundo redondo
- Balão Kitasato

## Frascos de perfume

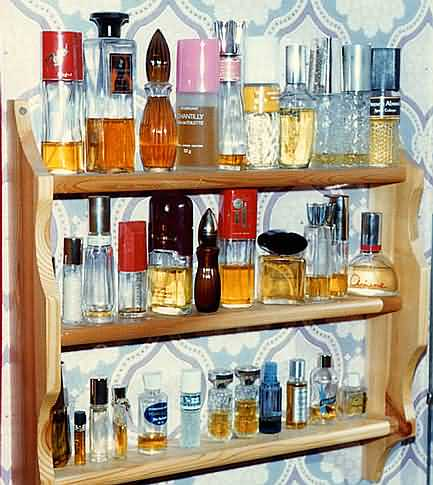
Frascos de perfume

A preocupação com a embalagem, sob o ponto de vista estético, artístico, sempre esteve presente em todas as culturas. Delimitam-se períodos históricos em função delas.

### História e arte
Em relação aos recipientes destinados à contenção e armazenamento de líquidos aromatizantes esta preocupação é ainda mais expressiva.
Na perfumaria, por exemplo, a embalagem define um conceito: textura, cor e forma são fundamentais para conquistar o consumidor. Datam do V milênio a.C. os mais antigos frascos de perfume conhecidos: pedra e alabastro eram os materiais utilizados em sua confecção no Egito e na Mesopotâmia em virtude de não serem porosos. Muitos materiais, entretanto, ao longo da história e de acordo com a cultura foram utilizados: couro, metais (nobres ou não), porcelana, vidro, cristal de vidro.